# Lucilia sericata
Lucilia sericata är en guldfluga och tvåvingeart som först beskrevs av Johann Wilhelm Meigen 1826. Lucilia sericata ingår i släktet Lucilia och familjen spyflugor. Arten är reproducerande i Sverige. Inga underarter finns listade i Catalogue of Life.
Denna är en av två extremt lätt förväxlingsbara guldflugearter nära människor och boskap i Sverige. Lucilia caesar (Linné 1758) är den andra. De har mycket snarlik ekologi. Genom engelska Wikipedia framstår L. sericata som mer studerad, bekämpad och använd både vid sårterapi och tidsbestämning av lik. Båda arternas larver kallas maggots och kan användas som bete vid fiske.
Med reservation för artbestämningen så är båda arterna vanligare i Sverige än allmänheten uppfattar. Dels för att de håller sig undan utom då varm mat, rått kött respektive avföring finns närvarande. Dels för att det krävs specialkunskaper för att rapportera dem till Artportalen.
Lucilia cuprina är också synnerligen lätt att förväxla, på laboratoriet, med ovanstående arter, men har kanske ännu inte hunnit sprida sig till Sverige. Båda arternas larver lever helst på får.

## Bildgalleri

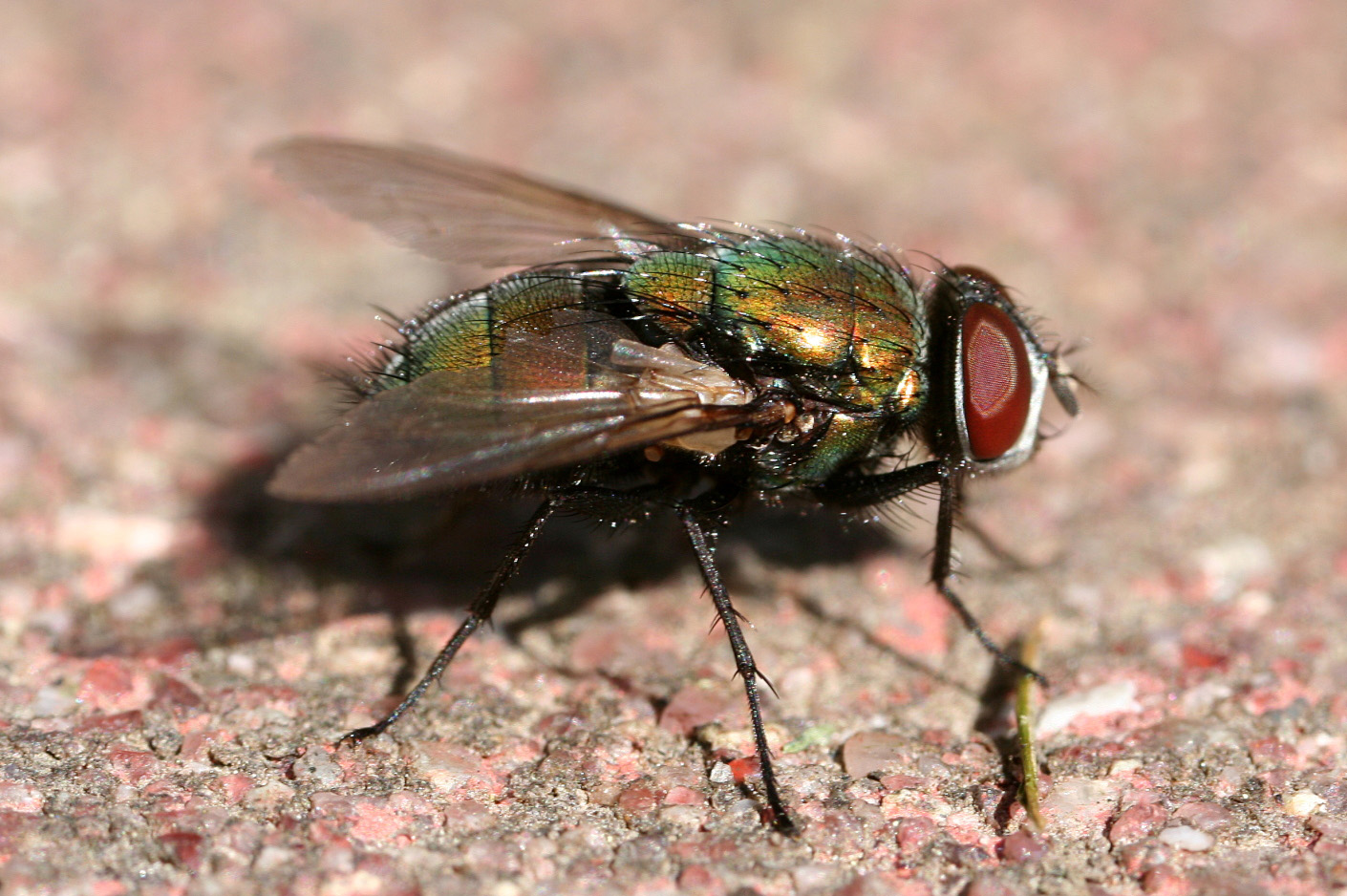
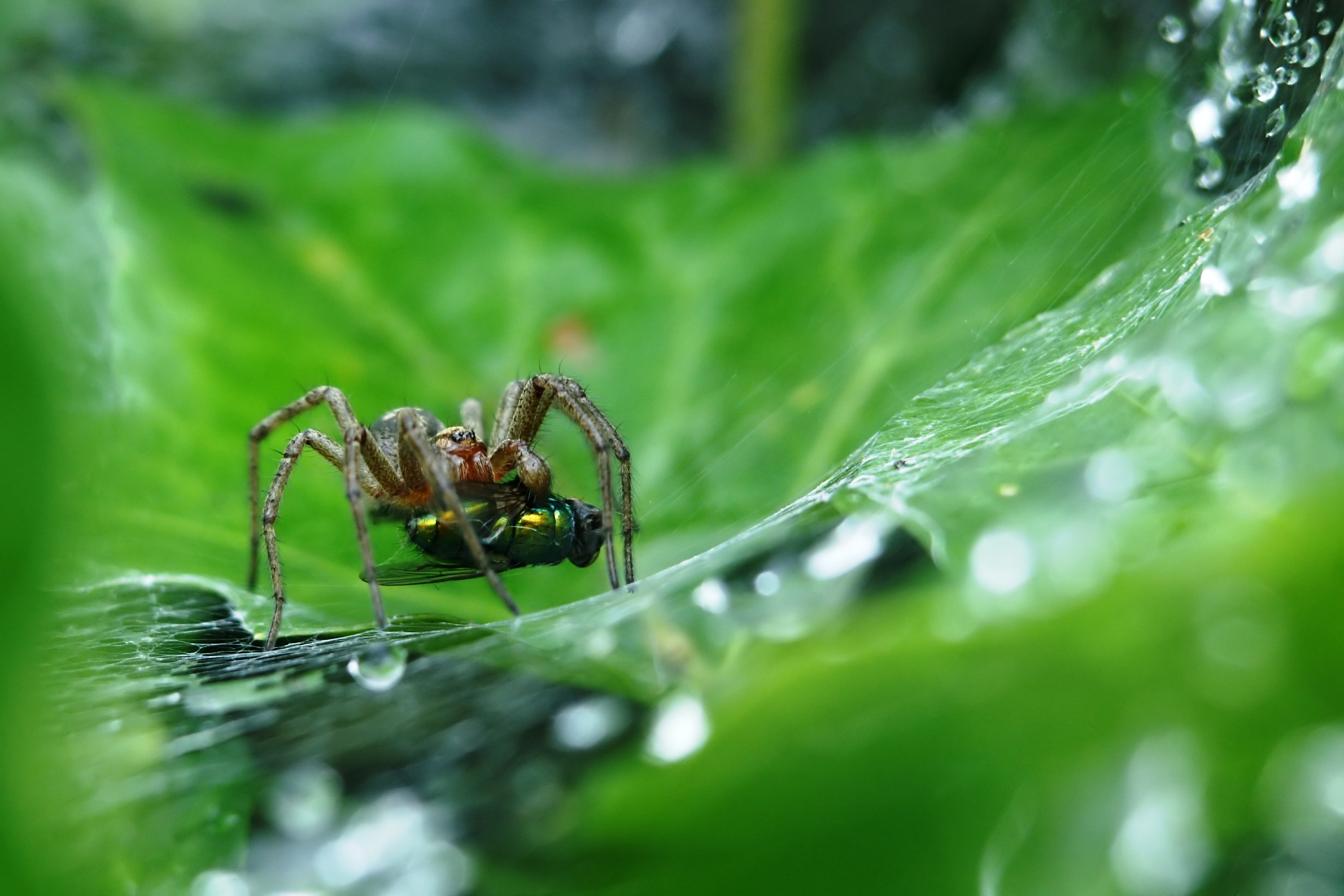
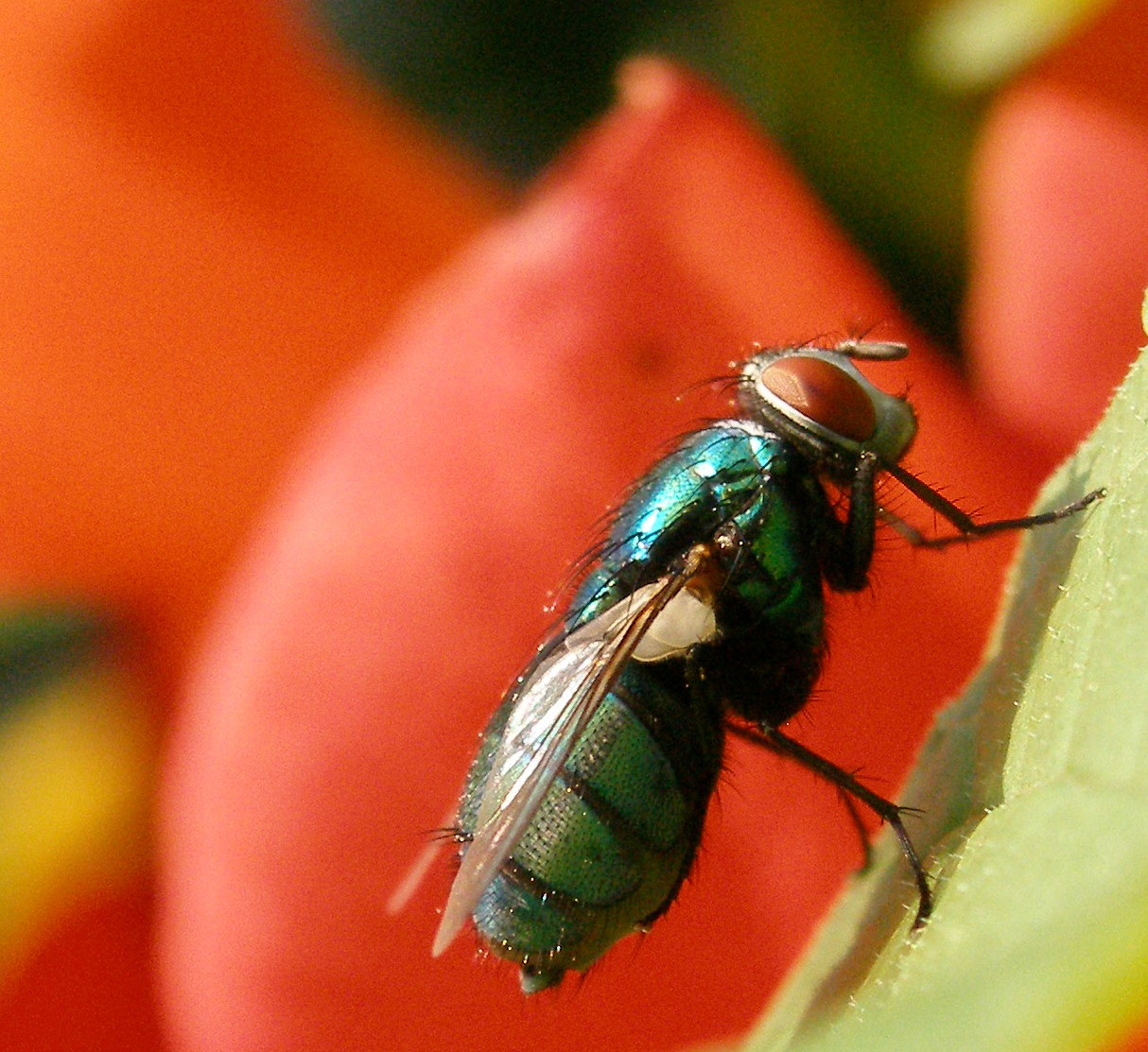